# Écosystème lentique

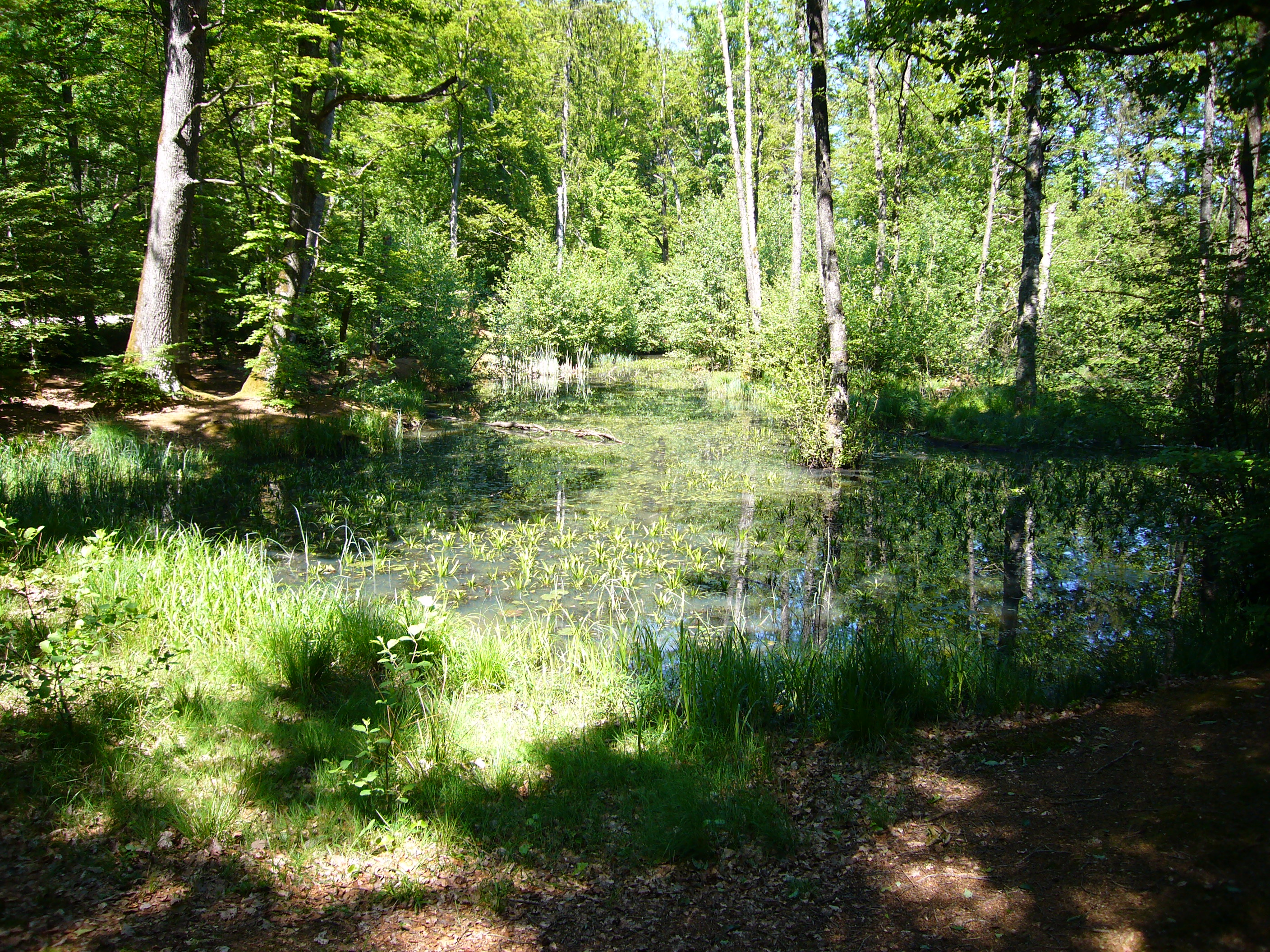
Mare forestière semi-fermée

Un écosystème lentique (ou écosystème lénitique) est constitué d'un biotope et des êtres vivants propres aux eaux calmes à renouvellement lent (lacs, marécages, étangs, mares, etc.). Au contraire, les milieux d'eaux courantes font l'objet des écosystèmes lotiques.
Les systèmes lentiques prennent des formes très diverses, allant d'une petite flaque temporaire de quelques centimètres de profondeur jusqu'au lac Baïkal dont la profondeur maximale atteint 1 740 m. La distinction entre une flaque, une mare ou un lac est vague, cependant Brown  statue que dans une mare l'intégralité du fond est exposé à la lumière, ce qui n'est pas le cas d'un lac. De plus, la stratification saisonnière de la température de l'eau est le propre des lacs. Les mares et flaques ont deux régions : les eaux pélagiques et la zone benthique. Les lacs ont une troisième zone, les profondeurs, qui correspond aux fonds profonds non exposés à la lumière. Ces trois zones ont des conditions abiotiques très différentes et donc supportent des espèces différentes adaptées spécifiquement à ces zones. 
La pollution peut avoir des effets très différents dans un système lentique et dans un cours d'eau, parce que les polluants se diluent moins, plus lentement et dans un espace plus retreint lorsque l’eau circule  moins. Les phénomènes de sédimentation sont alors plus intenses, et peuvent conduire à la constitution de puits de carbone.
Les poissons et les nutriments y jouent également des rôles différents .

## Facteurs écologiques

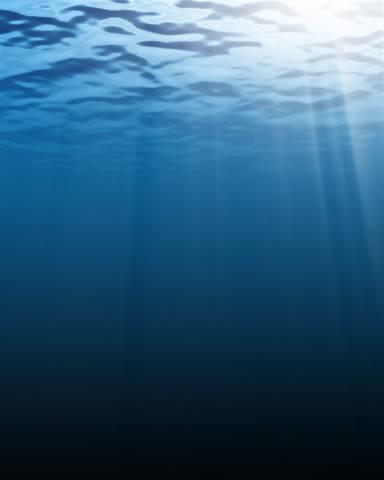
L'eau absorbe le rouge beaucoup plus rapidement que le bleu, ce qui donne cette couleur à l'eau.

Certaines espèces-ingénieurs, telles que les castors eurasien et nord-américain, se montrent capables, par la construction de barrages, de produire et d'entretenir des successions de milieux lentiques produisant beaucoup de biomasse, grâce à leur ensoleillement et à la présence de l'eau. Ces espèces font l'objet de programmes de réintroduction dans de nombreux pays, notamment pour cette capacité à restaurer, protéger et gérer des zones humides ouvertes et ensoleillées.
Des systèmes lentiques provisoires peuvent localement se former à l'étiage, même dans de grands fleuves (par exemple, la Loire en France)

### Lumière
La quantité de lumière reçue, à cause de son absorption par l'eau, diminue exponentiellement avec la profondeur. L'intensité de l'absorption dépend principalement de la longueur d'onde et de la turbidité. Elle conditionne l'activité photosynthétique du phytoplancton.

### Température
L'établissement de la température d'une couche d'eau est un phénomène complexe, qui implique :
- Un bilan radiatif.
- Des échanges de chaleur avec l'atmosphère soit par conduction directe, soit par évaporation ou condensation. Le refroidissement à la surface d'une eau libre est dans les conditions usuelles 5 à 10 fois plus important par évaporation que par conduction[réf. souhaitée]. Le vent joue alors un rôle majeur en renouvelant la surface de contact entre l'eau liquide et l'atmosphère.
- Une conduction moléculaire au sein de la masse d'eau toujours très lente mais accélérée par les mélanges turbulents.

Un échauffement en surface se traduit par une stratification de la masse d'eau. On distingue alors deux zones de température :
- La couche supérieure de la colonne d'eau ou épilimnion. La température est homogène grâce aux turbulences provoquées par le vent. À sa base la température diminue rapidement c'est la thermocline provoquant une augmentation rapide de densité dite pycnocline.
- La couche inférieure ou hypolimnion qui n'existe que dans les lacs. La température est stratifiée avec un gradient de température montant. Le fond des lacs d'eau douce est à +4 °C car cette température correspond au maximum de densité[réf. souhaitée].

Lorsque le vent est fort il peut briser la thermocline ce qui revient généralement à la repousser plus profondément. 

Au contraire un refroidissement fait plonger l'eau de surface plus dense car plus froide et homogénéise la température de la colonne d'eau. Ces variations peuvent avoir un caractère saisonnier. Un lac est dit polymictique, monomictique ou amictique selon qu'il a respectivement plusieurs, une seule ou aucune alternance stratification/déstratification annuelle.

### Sels minéraux
Lorsque la masse d'eau est stratifiée la diffusion verticale de sel minéraux est très lente. À chaque déstratification de la colonne d'eau, des sels nutritifs sont réinjectés dans la couche supérieure, seule zone d'activité photosynthétique. Ainsi dans les lacs tempérés les sels minéraux réinjectés par le brassage des fortes tempêtes d'automne et d'hiver provoque un bloom printanier à l'arrivée des beaux jours. En été l'activité photosynthétique est ralentie par l'épuisement des sels minéraux non renouvelé à cause de la stratification de l'eau.
Le brassage peut aussi être effectué par l'activité animale. Certaines espèces comme Mysis relicta, un petit crustacé à l'allure de crevette, effectuent des migrations verticales quotidiennes, remontant en surface des éléments biogènes.

### Gaz dissous
- Oxygène. On n'en trouve jamais de forte concentration dans les eaux continentales ou marines car sa solubilité est assez faible. Contrairement au écosystème lotique où l'importance du brassage de l'eau assure une grande quantité d'oxygène, le calme des eaux lentiques fait qu'il peut représenter un facteur limitant pour nombre d'espèces.
- CO2. Il se dissout facilement dans l'eau et ne représente jamais un facteur limitant. Il conditionne en revanche le pH de l'eau. Dans un lac amictique il peut s'accumuler et provoquer des éruptions limnique.
- N2

## Formes de vie des écosystèmes lentiques

### Bactéries
Les bactéries sont présentes dans toutes les zones des eaux lentiques. Les formes libres sont associées avec les déchets organiques, sous forme de biofilm à la surface des rochers ou des plantes, en suspension dans la colonne d'eau ou encore dans les sédiments de la zone benthique ou des profondeurs.

### Producteurs primaires
Les producteurs primaires sont représentés par les macrophytes comme les familles de graminées à l'exemple des roseaux, le jonc; 
Dans la zone limnique la production primaire est assurée par les diatomées, les chlorophycées.